# Banca Zaccaria Pisa
Banca Zaccaria Pisa è il nome di un istituto bancario fondato nel 1831 a Ferrara da Zaccaria Pisa (1788-1833), successivamente trasferitosi (1852) a Milano. Fino all'inizio degli anni 1930 fu una delle più attive banche private italiane, in forma di "comunione di capitali".

## Storia
Nel 1833, dopo la morte di Zaccaria, la vedova Venturina Finzi affidò ai fratelli maggiori Luigi Israele (Ferrara 1813 - Milano 1895), che ebbe la procura per la gestione dell'azienda. Tra il 1852 e il 1855 la banca venne trasferita a Milano; Luigi assunse un ruolo preminente nella guida dell'istituto. Luigi Pisa fu presidente anche della Banca Lombarda di depositi e conti correnti.
Mentre nessuno dei suoi fratelli ebbe discendenti, Luigi Israele Pisa e la moglie Vittoria Vitali ebbero cinque figli. Nel 1875 la procura generale passò al figlio Ugo. Nel 1889 Ugo lasciò l'attività nella banca, che rimase nelle mani del padre e dello zio Giuseppe Pisa (Ferrara 1827 - Milano 1904), soci gerenti, e del procuratore Giuseppe Sullam (nipote di Luigi), non socio. Alla morte di Luigi (1895), il figlio Ugo venne nominato erede, insieme al fratello Giulio. Quest'ultimo uscì subito con i propri capitali dalla comunione proprietaria; il senatore Ugo lo seguì qualche anno più tardi. Erede naturale fu Luigi Giuseppe, figlio di Ugo.
All'inizio del nuovo secolo Luigi Della Torre, figlio della sorella di Ugo, Jenny Pisa, ottenne una piccola partecipazione al capitale da Giuseppe Pisa, ed entrò nella gerenza dell'istituto. Nel 1911 Luigi Giuseppe, nato nel 1890, diventò maggiorenne. Fu creata, al posto della ditta bancaria, una società in nome collettivo «Zaccaria Pisa». Il giovane proprietario confermò Giuseppe Sullam come procuratore generale, il quale fu coadiuvato nella gestione dal Della Torre. La banca fu azionista, tra l'altro, della casa editrice Fratelli Treves. Nel 1906 sottoscrisse una quota di capitale nel passaggio della casa editrice R. Bemporad & figlio a società anonima. Nel 1916 alla Biennale di Brera della Permanente di Milano, la Banca Zaccaria acquistò i dipinti Sull'argine di Beppe Ciardi e Paesaggio autunnale di Erminio Rossi.
I gerenti fecero superare alla «Zaccaria Pisa» la svalutazione seguente alla prima guerra mondiale grazie agli investimenti prevalentemente azionari. Le attività della casa bancaria conservarono un elevato livello qualitativo. Le fortuna dell'istituto furono rovesciate negli anni seguenti. Tra il 1922 e il 1925 la Zaccaria Pisa subì forti perdite sui crediti concessi: a) all'Istituto di credito per le cooperative di Milano; b) ai quotidiani del gruppo S.E.I. (Società Editoriale Italiana) («Il Secolo», «Il Mattino», «La Gazzetta dello Sport»), controllati assieme all'ingegner Giuseppe Pontremoli; c) alle case editrici cui era interessata dal 1913 assieme a Enrico Bemporad. Infine si registrarono forti perdite sulla Società telefonica delle Puglie, a causa del mancato rinnovo nel 1925 della concessione da parte del governo. La forte deflazione, i cui effetti si fecero sentire dal 1927, e la crisi del 1929 provocano altre perdite sui crediti.
Dopo la morte prematura di Luigi Giuseppe Pisa nel 1930 (all'età di quarant'anni), la Banca Zaccaria Pisa venne messa in liquidazione.